# Gekijōban Cardcaptor Sakura
Gekijō-ban Cardcaptor Sakura (劇場版カードキャプターさくら Gekijōban Kādokyaputā Sakura, nghĩa: Cardcaptor Sakura bản chiếu rạp) là một bộ phim anime Nhật Bản của đạo diễn Asaka Morio, sản xuất bởi Madhouse và Bandai Visual. Phim dựa trên phiên bản anime và manga Cardcaptor Sakura của CLAMP. Được viết bởi Ohkawa Nanase, người viết chính của Clamp, phim được công chiếu ở các rạp nước Nhật Bản vào ngày 21 tháng, 1999. Phim đã giành được giải Phim Chủ Đề (Feature Film Award) tại Animation Kobe 1999. Phim thứ hai có tên là Gekijō-ban Cardcaptor Sakura: Fuuin Sareta Card công chiếu năm 2000.

## Sản xuất
Cùng đội ngũ nhân viên sản xuất phiên bản anime TV Cardcaptor Sakura. Phim hoạt hình củaMadhouse và sản xuất bởi Bandai Visual, đạo diễn của phim là Asaka Morio, được viết bởi Ohkawa Nanase của Clamp, do Takahashi Kumiko thiết kế nhân vật chủ đề dựa trên ý tưởng ban đầu của Clamp. Đạo diễn nghệ thuật của phim là Hariu Katsufumi và 3 đạo diễn hoạt hình là: Ueda Hitoshi, Takahashi Kumiko và Sakurai Kunihiko. Sản xuất âm nhạc là Negishi Takayuki cùng với Mima Masafumi như Đạo diễn âm thanh.

## Phát hành
Cardcaptor Sakura: The Movie được phát hành trên VHS, LD và DVD ở Nhật Bản bởi Bandai Visual vào ngày 25 tháng 2 năm 2000. Phim cũng đã được phát hành lại vào ngày 25 tháng 11 năm 2000 trên VHS, ngày 25 tháng 5 năm 2007 on DVD in a two-disc set with Gekijō-ban Cardcaptor Sakura: Fuuin Sareta Card, và vào ngày 22 tháng 12 năm 2009 trên DVD.
Bài hát chủ đề của phim là "Tōi Kono Machi de" (遠いこの街で "In This Distant City") của Kaitani Naomi. single bao gồm bài hát đã được phát hành vào ngày 11 tháng 8 năm 1999 bởi Victor Entertainment. soundtrack gốc của phim được phát hành vào ngày 25 tháng 8 năm 1999 bởi Victor Entertainment gồm một đĩa và 30 track.